# خالد القاسمي (لاعب كرة قدم)
خالد القاسمي (مواليد 8 أبريل 1953) هو لاعب كرة قدم. يلعب مع منتخب تونس لكرة القدم. سبق له أن لعب في كأس العالم لكرة القدم مع منتخب بلاده.

## روابط خارجية
- خالد القاسمي على موقع الاتحاد الدولي (مؤرشف)  (الإنجليزية)
- خالد القاسمي على موقع ناشيونال فوتبول تيمز (الإنجليزية)
- خالد القاسمي على موقع Soccerway.com (الإنجليزية)
- خالد القاسمي على موقع عالم كرة القدم.نت (الإنجليزية)